# 1988년 하계 올림픽 미국 선수단
미국은 1988년 9월 17일부터 10월 2일까지 대한민국 서울에서 열린 1988년 하계 올림픽에 참가했다. 미국 1988년 하계 올림픽에서 소동독 이어 종합 3위를 차지하였다.

## 같이 보기
- 올림픽 미국 선수단